# سقوط الحكومة
سقوط الحكومة يختلف عن حلها فحل الحكومة يكون في ظروف عادية حسب الدستور وحسب المدة المقررة لها لكن سقوطها يعني عدم استمرارها في ظروف غير عادية، تسقط حكومة أي دولة بحالات كثيرة، مثل احتلال الدولة والسيطرة على مفاصلها وإخضاع العاصمة أو بانقلاب عسكري أو بفعل أعمال الشغب أو باستقالة رئيس الحكومة أو أغلبية أعضائها.

## أمثلة
كما فعلت حكومة عمر كرامي في لبنان، أو بحجب الثقة عنها كما في حكومة سمير الرفاعي بالأردن، أو باحتجاجات شعبية واسعة كما في حكومة زيد الرفاعي بالأردن.